# Santa Venera
Santa Venera is een plaats en tevens gemeente op het eiland Malta met een inwoneraantal van 6087 (november 2005). De plaats ligt ten westen van de Grand Harbour, de Maltese natuurlijke haven.
De oudste gebouwen van Santa Venera zijn het Wignacourt-Aquaduct, gebouwd in opdracht van Grootmeester Alof de Wignacourt voor de bevoorrading van Valletta, en Casa Leone. Beiden werden gebouwd door ridders van de Maltezer Orde.
De kerk van de plaats is gewijd aan de beschermheilige en naamgever van de plaats, Sint Venera. De jaarlijkse festa ter ere van deze heilige wordt gevierd op de laatste zondag van juli.